# Jacqueline Foster
Jacqueline Foster, baronessa Foster of Oxton z domu Renshaw (ur. 30 grudnia 1947 w Liverpoolu) – brytyjska polityk, deputowana do Parlamentu Europejskiego V, VII i VIII kadencji, par dożywotni.

## Życiorys
Absolwentka Prescot School. Przez ponad dwadzieścia lat pracowała w przemyśle lotniczym w towarzystwie British Airways jako stewardesa. Przez dziesięć lat pełniła funkcję zastępcy sekretarza generalnego branżowego związku zawodowego. W latach 90. z ramienia Partii Konserwatywnej kandydowała bez powodzenia do Izby Gmin.
W 1999 po raz pierwszy została eurodeputowaną, pięć lat później nie obroniła jednak mandatu. Otworzyła wówczas własną firmę konsultingową. Na skutek wyborów w 2009 powróciła do Parlamentu Europejskiego. W PE VII kadencji została członkinią nowej grupy o nazwie Europejscy Konserwatyści i Reformatorzy, a także Komisji Transportu i Turystyki. W 2014 utrzymała mandat eurodeputowanej na VIII kadencję, zasiadając w PE do 2019.
W 2020 ogłoszono jej nominację na barona, jako par dożywotni zasiadła w Izbie Lordów.